# Culicoides riouxi
Culicoides riouxi är en tvåvingeart som beskrevs av Callot och Kremer 1961. Culicoides riouxi ingår i släktet Culicoides och familjen svidknott. Inga underarter finns listade i Catalogue of Life.